# Silene stenobotrys
Silene stenobotrys är en nejlikväxtart som beskrevs av Pierre Edmond Boissier och Hausskn. 
Silene stenobotrys ingår i släktet glimmar och familjen nejlikväxter. Inga underarter finns listade i Catalogue of Life.